# Medal Kampanii 1936–1939
Medal Kampanii 1936–1939 (hiszp. Medalla de la Campaña 1936–1939) – hiszpańskie odznaczenie wojskowe nadawane w latach 1938–1939 podczas hiszpańskiej wojny domowej przez rząd Francisco Franco.

## Historia
Medal Kampanii 1936–1939 został ustanowiony dekretem nr 192 z 26 stycznia 1937 roku (numer BOE 99). Nadawany był w celu nagrodzenia uczestników wojny hiszpańskiej po stronie nacjonalistycznej, w tym interwencyjnych wojsk niemieckich i włoskich. Medal jest jednoklasowy, ale ma dwie różne wstążki, jedną przeznaczoną dla członków personelu bojowego, a drugą dla osób niebiorących udziału w walkach. Obie wstążki są utrzymane w barwach flagi hiszpańskiej, różniąc się jedynie zewnętrznymi krawędziami: czarnymi za zasługi bojowe lub zielonymi za zasługi osób niewalczących.
W sumie wydano ok. 50 tys. tych medali, z czego 48 tys. dla personelu bojowego, a 2 tys. dla osób niewalczących.

## Opis
Medal Kampanii 1936–1939 ma okrągły kształt i średnicę 37 mm oraz grubość 3 mm. Odznakę pokryto czarną emalią ze złoconymi elementami i krawędziami.
Na awersie przedstawiono lwa walczącego ze smokiem, który ma na skórze wypalony symbol sierpa i młota, co jest symbolem zwycięstwa nad komunizmem. Za postaciami lwa i smoka widnieje złocony wizerunek równoramiennego krzyża z Orderu Świętego Ferdynanda, a u góry wschodzące słońce i data 17 DE JULIO DE 1936 („17 LIPCA 1936” – data rozpoczęcia rebelii generała Franco przeciwko władzom republikańskim). Brzeg medalu jest w całości złocony i ozdobiony przez dwie gałęzie, jedną laurową i drugą dębową.
Na rewersie widnieje herb Hiszpanii z czasów frankistowskich trzymany przez złoconego orła San Juan. Obok znajdują się symbol hiszpańskiej Falangi oraz hełm stalowy używany przez wojska Franco. Na krawędzi umieszczono napis GENESSMO FRANCO, VICTOR, UNA GRANDE LIBRE IMPERIAL ML.HSP.GLOR. (na końcu trójwyrazowy akronim łaciński, który możemy przetłumaczyć jako „NA WIĘKSZĄ CHWAŁĘ HISZPANII”), a u góry zawołanie wojsk frankistowskich: ARRIBA ESPAÑA.